# Дубовец (Житомирская область)
Дубовец (укр. Дубовець) — село на Украине, находится в Житомирском районе Житомирской области.
Код КОАТУУ — 1822080304. Население по переписи 2001 года составляет 429 человек. Почтовый индекс — 12411. Телефонный код — 412. Занимает площадь 0,123 км².

## Адрес местного совета
12411, Житомирская область, Житомирский р-н, с.Берёзовка, ул.Ватутина, 31